# Klosterkirche Ettal

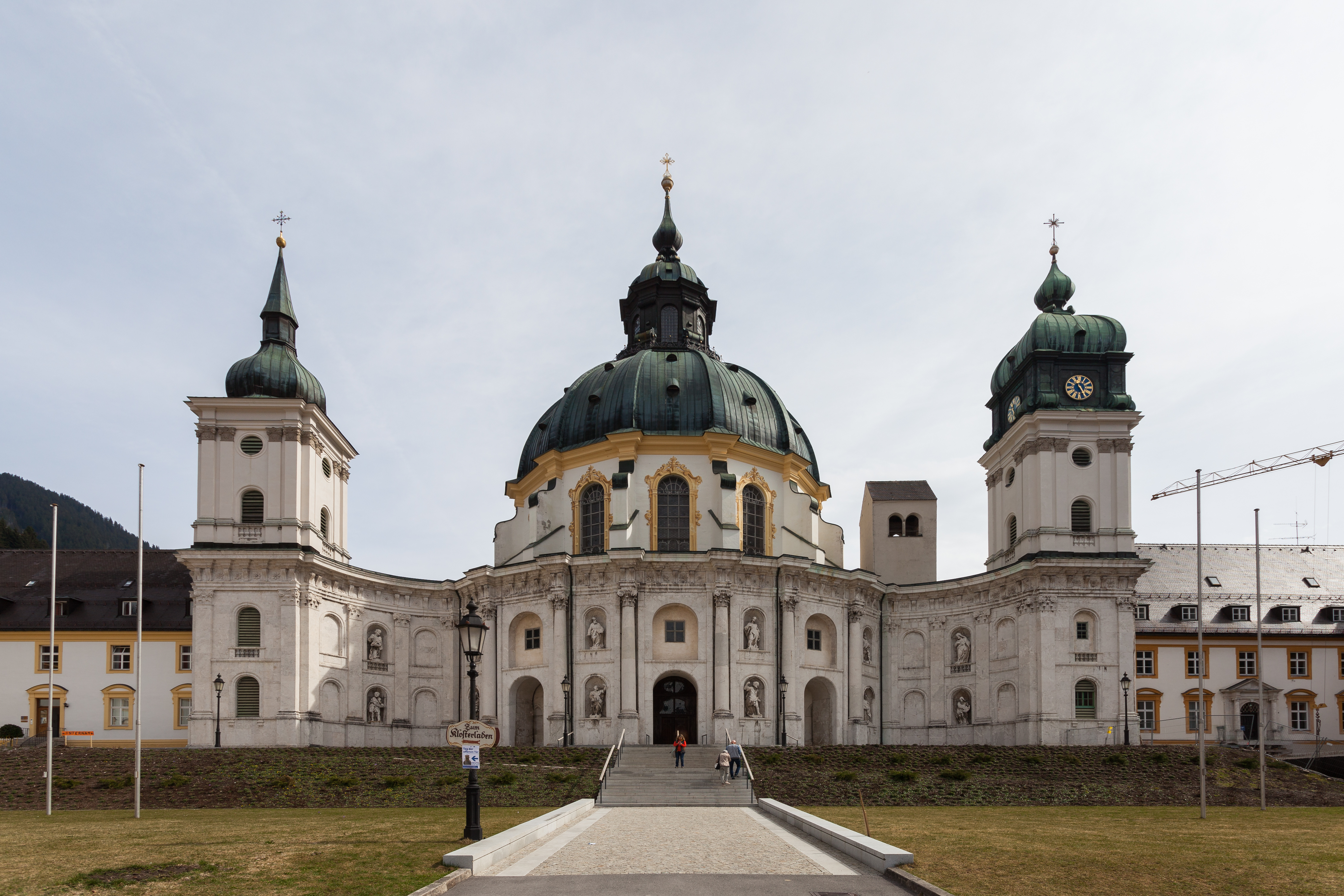
Klosterkirche St. Mariä Himmelfahrt

Die Klosterkirche St. Mariä Himmelfahrt ist ein Kirchengebäude der römisch-katholischen Kirche in der oberbayerischen Gemeinde Ettal. Die Kirche ist Mariä Aufnahme in den Himmel geweiht. Sie trägt den Titel einer Basilica minor und dient als Klosterkirche des Klosters Ettal der Bayerischen Benediktinerkongregation, als Pfarrkirche der Pfarrei Ettal im Erzbistum München und Freising sowie als Wallfahrtskirche zur Gottesmutter Maria. Das Bauwerk ist mitsamt weiteren Gebäuden des Klosters als Baudenkmal in die Bayerische Denkmalliste eingetragen.

## Geschichte

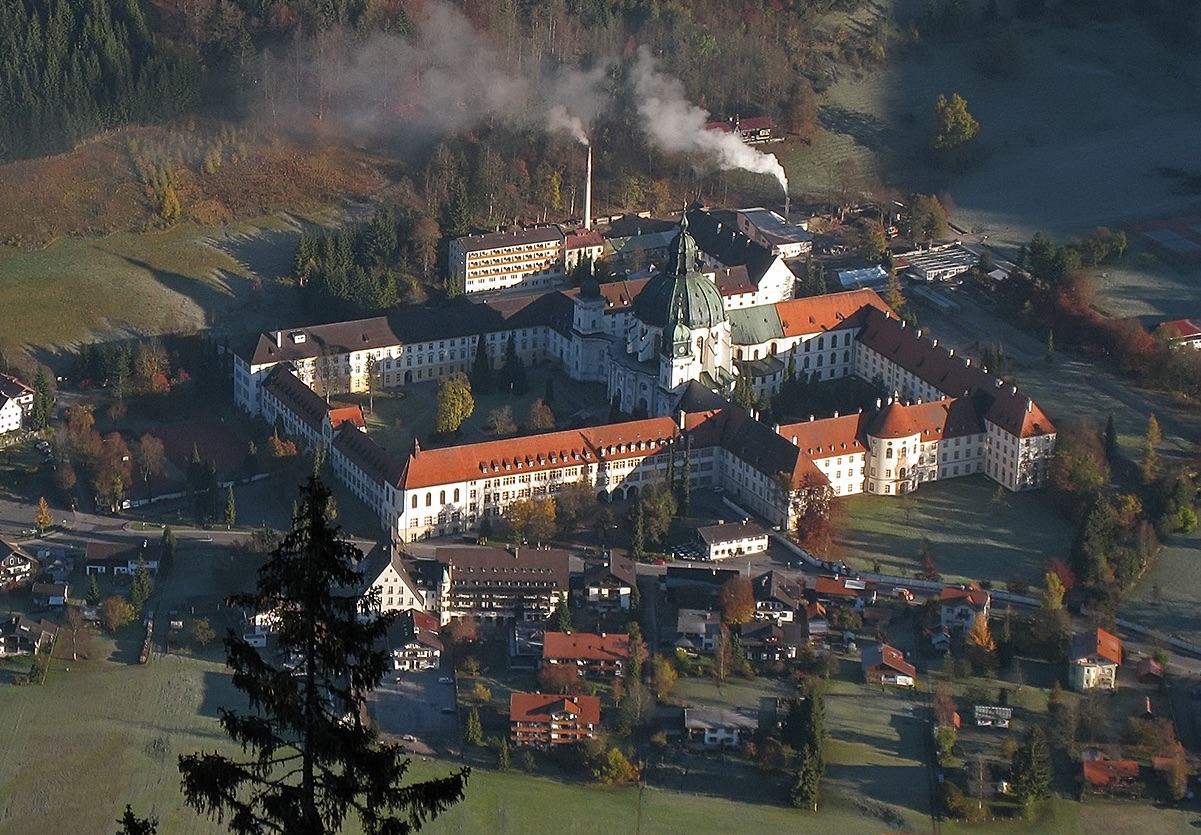
Kloster Ettal mit der Klosterkirche im Zentrum gesehen vom Weg zum Ochsensitz

Das Kloster Ettal liegt am Nordrand des Dorfes Ettal nördlich der Bundesstraße 23 am Fuß des Laber. Es wurde 1330 von Kaiser Ludwig dem Bayern gegründet. Zwischen 1330 und 1370 wurde die Klosterkirche im Stil der Gotik errichtet und am 5. Mai 1370 durch den Freisinger Fürstbischof Paul von Jägerndorf geweiht.
Die Kirche wurde als zwölfeckiger Zentralbau errichtet, was zu dieser Zeit sehr ungewöhnlich war. Sie trug ein geschindeltes Zeltdach. Den Kanten des Zwölfecks waren Strebepfeiler zur Lastableitung vorgelagert. Um das Zwölfeck verlief ein zweigeschossiger Umgang. Im Osten war dem Zwölfeck ein Psallierchor vorgelagert. Im Inneren hatte der Zentralbau ein sternförmig verlaufendes Rippengewölbe, das in der Mitte auf einer Säule ruhte. An dieser zentralen Säule stand auch der Hauptaltar.
Im späten 15. Jahrhundert erfolgten kleinere Umbauten und Ergänzungen, und ein (heute noch erhaltener) Turm wurde rechts neben dem Zentralbau errichtet. Zu dieser Zeit setzte auch die Wallfahrt zur Muttergottes ein, die in Ettal auch unter dem Titel Fundatrix Ettalensis (Gründerin Ettals) verehrt wird. Im frühen 17. Jahrhundert wurde die Kirche im Inneren umgestaltet.
Nach 1700 erlebte die Wallfahrt einen starken Aufschwung, und ab 1710 wurde mit einer barocken Erneuerung der Kirche und des gesamten Klosters begonnen. Unter der Leitung des bayerischen Hofbaumeisters Enrico Zuccalli wurde dem gotischen Zentralbau eine geschwungene, barocke Fassade vorgesetzt und an deren Nordende ein Glockenturm errichtet. An der Stelle des mittelalterlichen Psallierchors entstand ein querovaler Chorbau, an den sich ein Sakristei- und Bibliothekstrakt anschloss. 1724 wurden die Bauarbeiten wegen Geldmangels eingestellt.
Bei einem Brand 1744 wurden Kirche und Kloster weitgehend zerstört. Unter Leitung von Joseph Schmuzer aus der Wessobrunner Schule erfolgten die Wiederherstellung der Klosterkirche und der Ausbau der Klostergebäude nach den Plänen Zuccallis. Der Innenraum war 1762 soweit fertiggestellt, dass die Altäre geweiht werden konnten. Der Chorraum war dabei zunächst noch von der Kirche abgetrennt und wurde erst nach seiner Fertigstellung 1790 einbezogen.
Im Rahmen der Säkularisation in Bayern wurde das Kloster 1803 aufgehoben. Die Klosterkirche wurde in eine Pfarrkirche umgewandelt, und die Bauarbeiten kamen zum Erliegen. 1853 wurde der nördliche Glockenturm fertiggestellt. Nach der Neubesiedlung des Klosters im Jahr 1900 wurde 1906–07 der südliche Glockenturm errichtet.
Papst Benedikt XV. erhob die Kirche am 24. Februar 1920 mit dem Apostolischen Schreiben Inter potiora in den Rang einer Basilica minor. Im Heiligen Jahr 2000 wurde die Kirche zu einer der Gnadenkirchen, in denen der Jubiläumsablass gewonnen werden kann.

## Äußeres

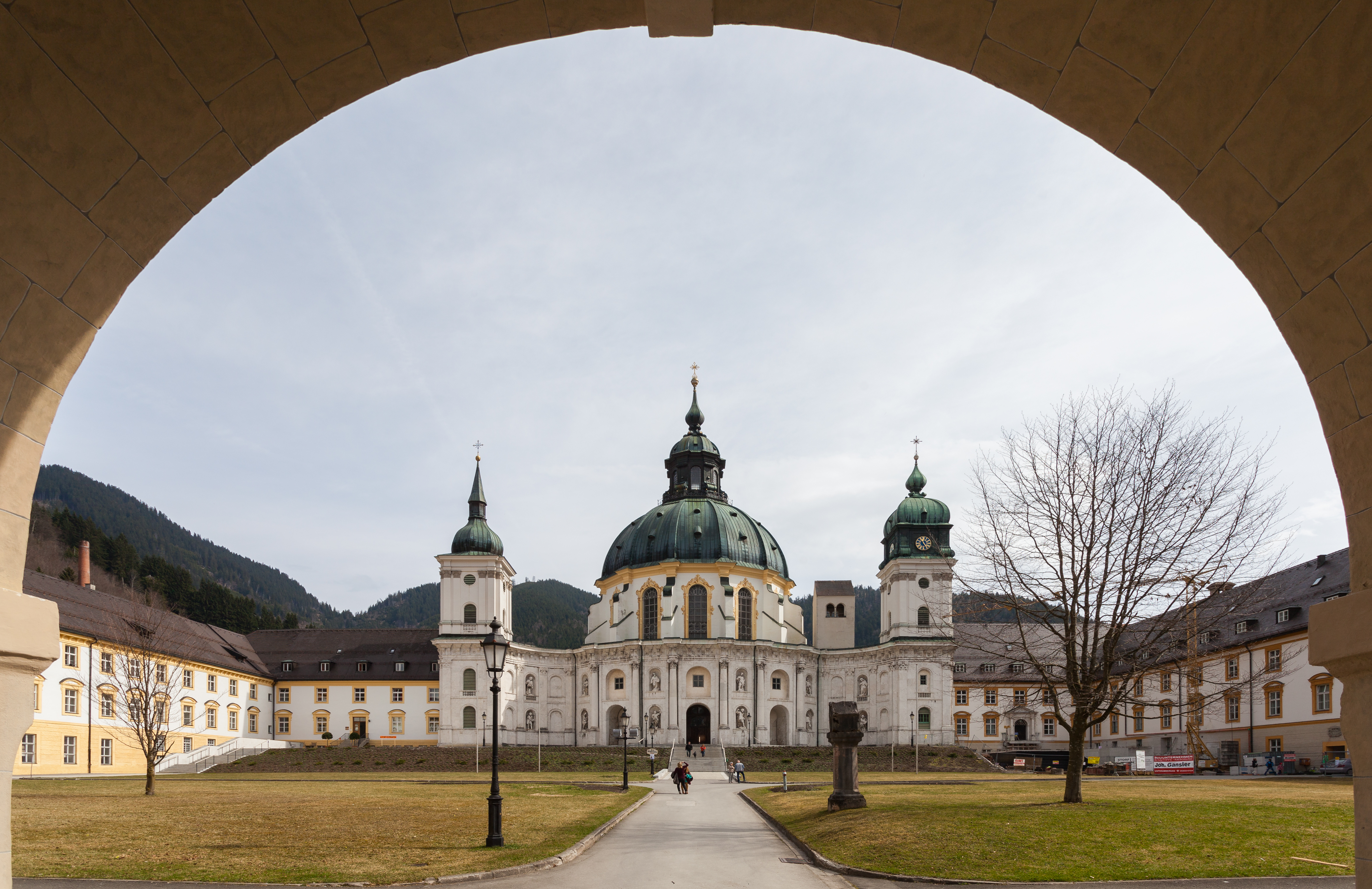
Außenansicht

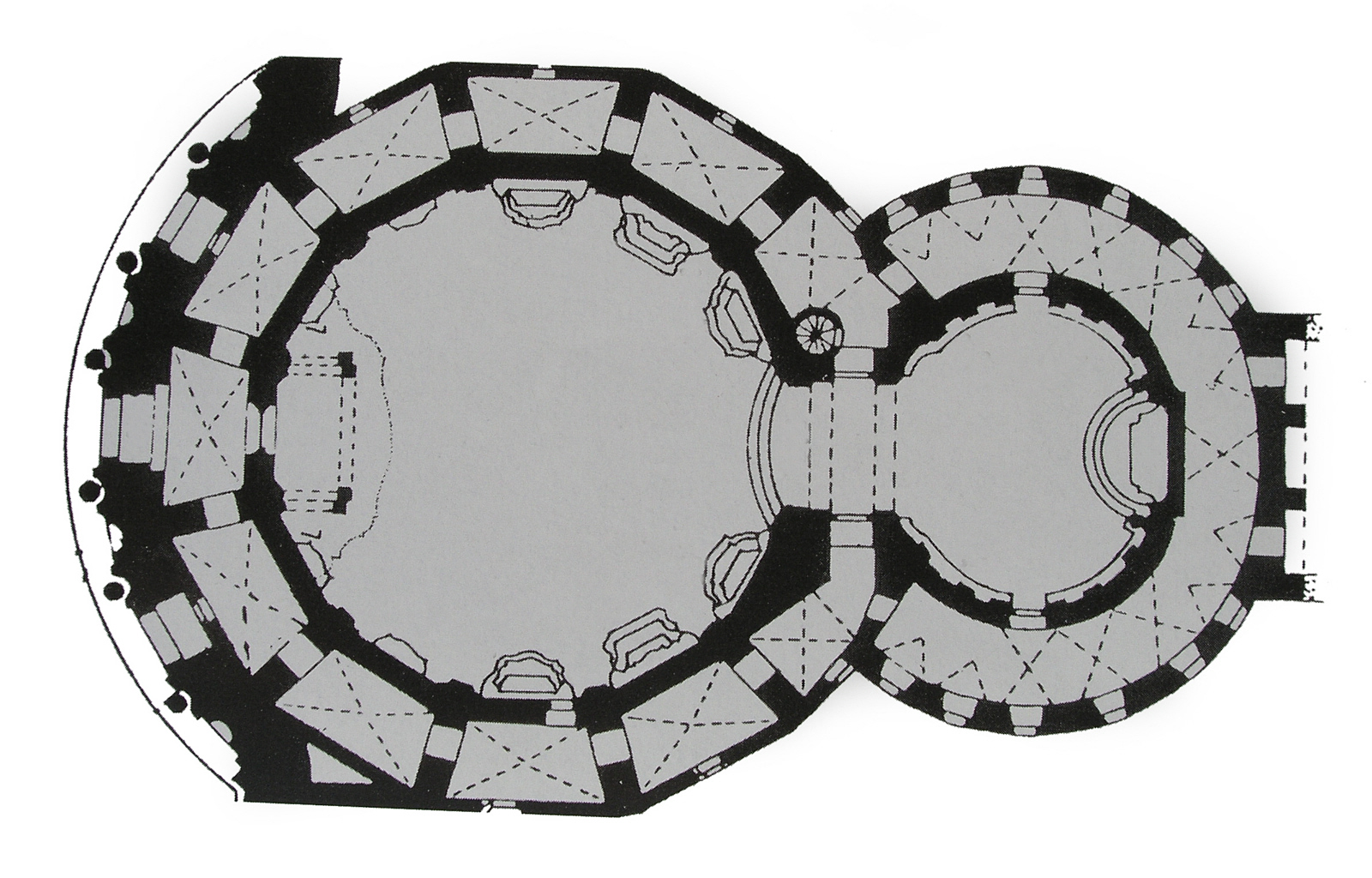
Grundriss

Die Klosterkirche liegt im Zentrum der Klostergebäude, die um drei Höfe herum gruppiert sind. Ihre Orientierung weicht von der idealen Ostung um etwa 9 Grad nach Norden ab. Die Schaufassade der Kirche, in der sich auch der Eingang befindet, liegt in der Mitte des Ostflügels des Westlichen Klosterhof, in dessen anderen Flügeln sich ein Gymnasium und ein Internat befindet. Südöstlich der Kirche liegt der Klausurbereich der Mönche, der in vier Flügeln um einen quadratischen Hof herum angeordnet ist. In dem nach Osten offenen Hof nordöstlich der Kirche liegen Wirtschaftsgebäude des Klosters. Das Äußere der Kirche umfasst im Wesentlichen drei Bauteile: den gotischen Zentralbau, die ihm im Westen vorgesetzte barocke Fassade mit den Glockentürmen und den ihm im Osten angebauten Chorbau.
Der ursprüngliche gotische Zentralbau ist ein Zwölfeck mit 25,3 Metern Durchmesser, das ein doppelgeschossiger Kreuzgang umgibt, der ebenfalls noch aus der Zeit der Gotik stammt. Die gotischen Strebepfeiler haben einen barock geschwungenen Abschluss. Darüber verläuft ein Gesims rings um den Zentralbau, über dem sich ein barockes Kuppeldach aus Kupfer erhebt. Es ist durch Rippen oberhalb der Strebepfeiler in zwölf Segmente gegliedert. Jedes Segment hat zwei übereinanderliegende Dachluken. Das Kuppeldach trägt eine Laterne, die in einer Spitze mit Knauf endet, auf der ein Kreuz sitzt.
Die dem Zentralbau vorgesetzte geschwungene Fassade ist zweigeschossig und umfasst dreizehn Achsen. Ein konvexer Abschnitt mit sieben Achsen, die durch Halbsäulen in Kolossalordnung voneinander getrennt sind, ist dem Kreuzgang vorgelagert. Drei der Achsen haben Bogendurchgänge mit darüber liegenden Fenstern. Nur der mittlere Bogendurchgang führt zu einem Eingang in die Kirche, die beiden anderen stoßen auf Mauerwerk. Die restlichen vier Achsen haben zwei übereinander liegende Figurennischen. Beidseitig folgt ein konvex geschwungener Abschnitt mit je drei Achsen, die durch Pilaster in Kolossalordnung voneinander getrennt sind. Die mittlere Achse hat zwei übereinander liegende Figurennischen, die beiden seitlichen Achsen haben Blindfenster. In den insgesamt 12 Figurennischen stehen Statuen der zwölf Apostel. An die Außenseiten der konvexen Abschnitte schließen sich die beiden Glockentürme an, die unterschiedlich gestaltete Turmhelme tragen. Ein durchlaufendes Gesims schließt die Fassade nach oben ab. Südlich des Zentralbaus steht noch der ursprüngliche Glockenturm aus dem 15. Jahrhundert.
Der querovale Chorbau schließt östlich an den Zentralbau an und ist wie dieser ebenfalls von einem doppelgeschossigen Kreuzgang umgeben. Er trägt ein metallenes Satteldach, das in das mit Ziegeln gedeckte Satteldach des Sakristei- und Bibliothekstrakts des Klosters übergeht.

## Inneres

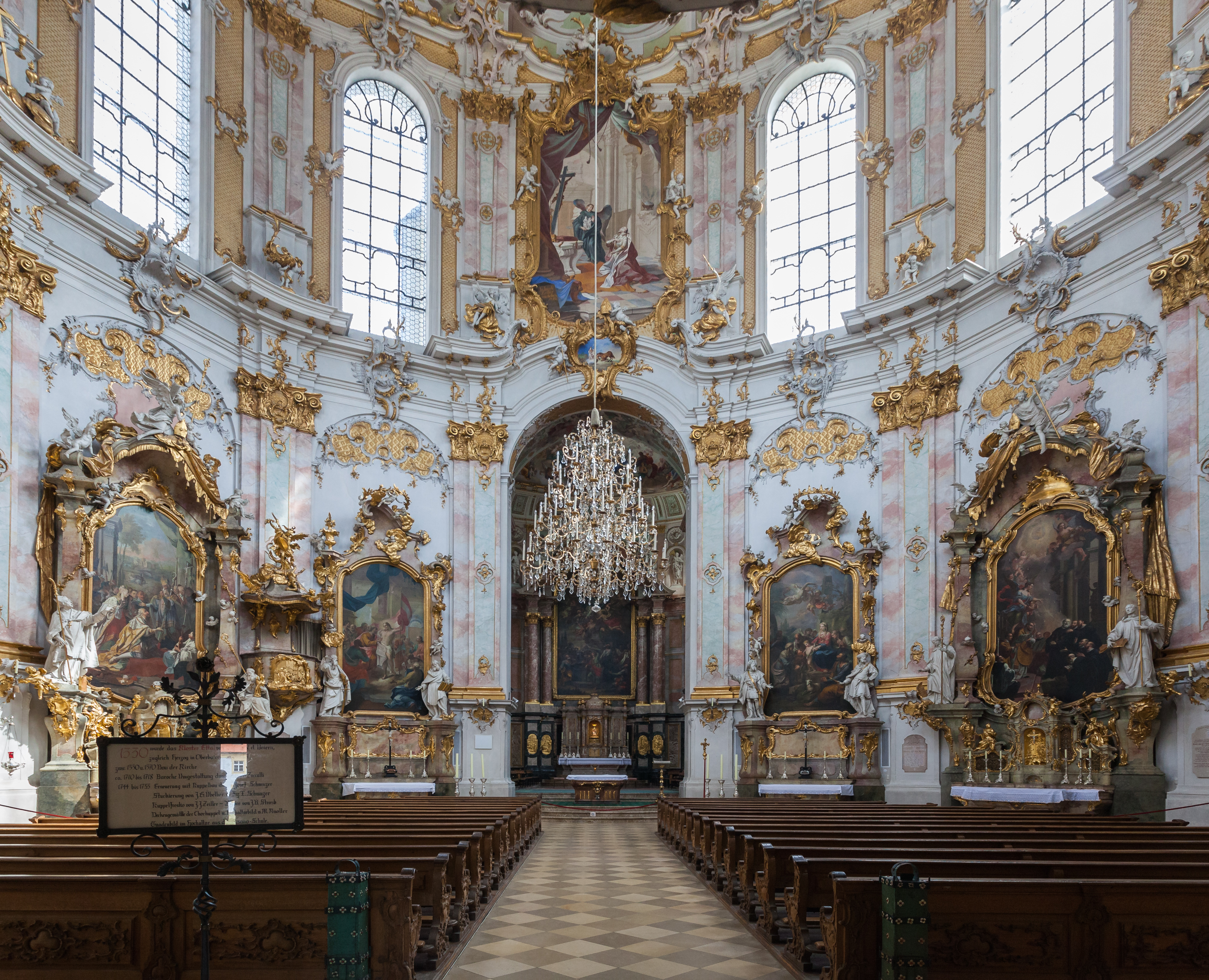
Innenansicht

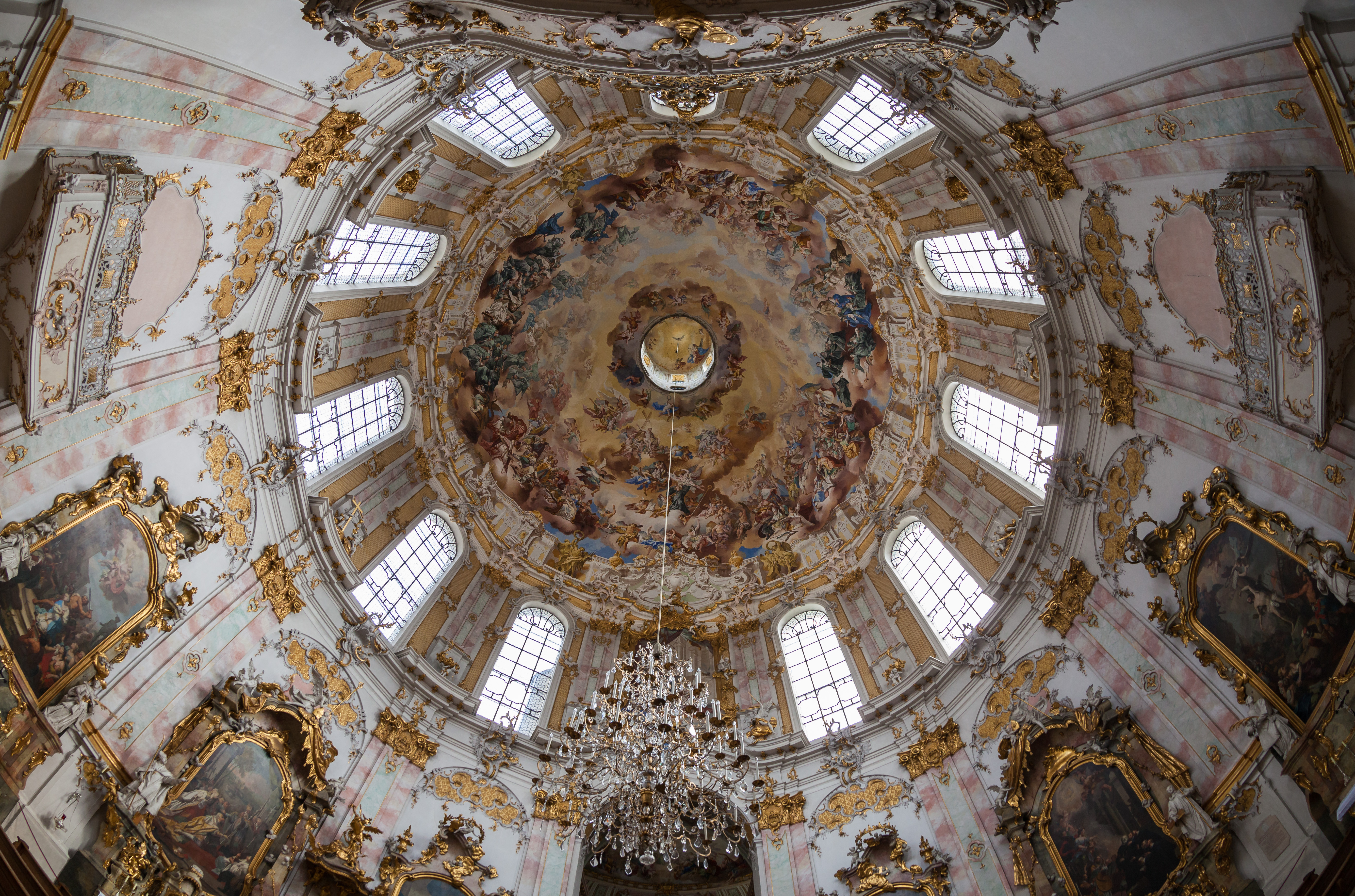
Kuppel

Durch den Eingang in der Mittelachse der Fassade, ein seit der Barockzeit provisorisches Holzportal, gelangt man in einen Vorraum, der ein Teil des um den Zentralbau verlaufenden Kreuzgangs ist. Von dort führt ein steinernes spitzbogiges Portal aus der Erbauungszeit der Kirche in das Kircheninnere. In dem Tympanon des Portals ist eine Kreuzigungsgruppe mit Jesus, Maria und Johannes dargestellt, flankiert von dem Klosterstifter Ludwig der Bayer und dessen zweiter Ehefrau Margarethe von Holland.
Das Innere des Zentralbaus wirkt sehr hell und farbig. Ein Gesims gliedert den Innenraum horizontal in zwei Teile. Den oberen Teil nehmen barocke Rundbogenfenster in elf der zwölf Seiten des Zwölfecks ein, durch die Licht in das Innere fällt. Die nach Osten zum Chor hin geöffnete Seite hat über dem Chorbogen ein Fresko statt eines Fensters. Im unteren Teil stehen Seitenaltäre und Beichtstühle. Putti auf dem Gesims stellen Allegorien von Tugenden dar. Die Fensterachsen sind durch Pilasterbündel voneinander getrennt, die in den Ecken des Zwölfecks angeordnet sind und diese verdecken, so dass der Innenraum rund wirkt. Die Stuckierung schufen Franz Xaver Schmuzer, ein Sohn Josef Schmuzers, und Johann Georg Üblhör, die beide der Wessobrunner Schule angehörten, im Stil des Rokoko.
Das Kuppelfresko von Johann Jakob Zeiller aus den Jahren 1748–1752 zeigt über einem Wolkenmeer die Entrückung und Krönung des hl. Benedikt vor dem Thron des dreieinigen Gottes. Über dem Chorbogen zeigen zwei Darstellungen Zeillers jene Szene, die der Legende nach zur Klostergründung geführt haben: In einem Fresko erscheint der heilige Benedikt dem Kaiser Ludwig dem Bayern und übergibt ihm das Marienbild für das neue Kloster. In einer darunter angeordneten Kartusche kniet das Pferd Ludwigs vor dem Marienbild an der Stelle nieder, an der das Kloster errichtet werden soll. An der Rückwand des Zwölfecks steht eine Orgelempore von Johann Baptist Zimmermann, die von Säulenpaaren gestützt wird.
An der Ostseite führt ein Chorbogen in den querovalen Chorraum mit dem Hochaltar. Ein Deckengemälde Martin Knollers von 1769 zeigt die Aufnahme Marias in den Himmel. Das Obergeschoss des Chorraums ist mit Darstellungen der vier Kardinaltugenden ausgemalt, in dem Tonnengewölbe des Chorbogens schuf Martin Knoller 1784/85 eine Darstellung der drei Göttlichen Tugenden. Vier von Roman Anton Boos 1790 geschaffene Holzreliefs an den Wänden des Chorraums zeigen die Szenen Taufe, Verklärung, Kreuzigung und Auferstehung aus dem Leben Jesu.

## Ausstattung

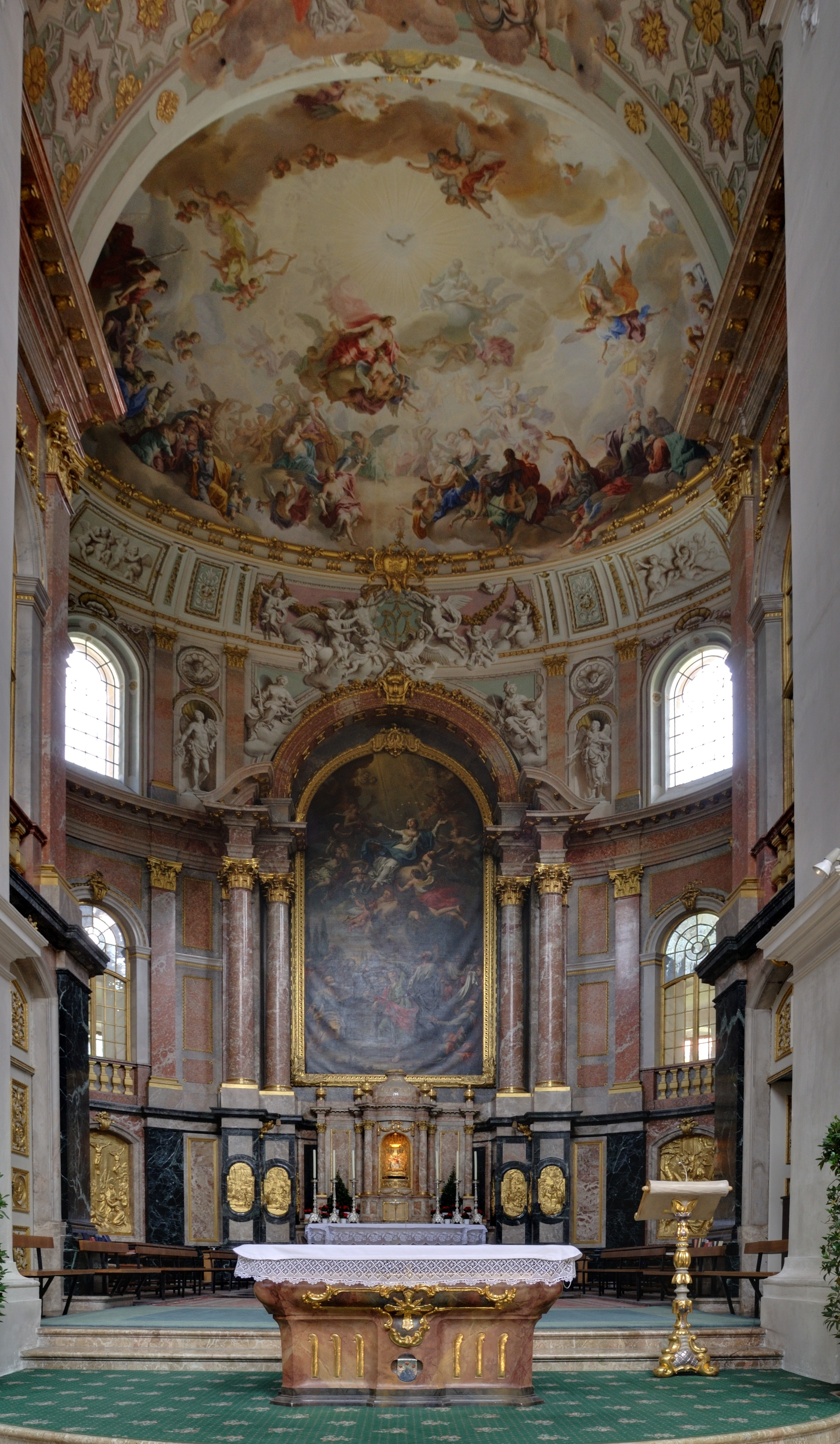
Hochaltar

### Altäre
Der 1785 von Joseph Lindner errichtete Hochaltar steht am Ostende des querovalen Chorraums. Das Altarbild wurde 1786 von Martin Knoller gemalt und stellt ebenso wie Knollers Deckengemälde des Chorraums Mariä Aufnahme in den Himmel dar. Flankiert ist das Altarbild von zwei Säulen. In einer Nische des Tabernakelaufsatzes steht das Ettaler Gnadenbild, eine weiße Marmorfigur einer sitzenden Maria mit dem Jesuskind, die wohl kurz vor 1330 in der Pisaner Schule entstanden ist und die Ludwig der Bayer von seinem Italienzug mitgebracht hat. Zehn vergoldete Bleireliefs in der Sockelzone des Retabels, geschaffen 1787/88 von Roman Anton Boos, zeigen Szenen aus dem Leben Marias.
In den drei beidseitig an den Chorbogen angrenzenden Fensterachsen sind sechs Seitenaltäre von Johann Baptist Straub aus der Zeit von 1757–1762 angeordnet, wobei der mittlere Altar jeweils besonders reich geschmückt und mit einem Tabernakel ausgestattet ist.
- n1: Das Altarbild von Franz Georg Hermann (1762) stellt den auferstandenen Christus dar, der dem Apostel Thomas  seine Wunden zeigt. Flankiert wird das Bild von Figuren der Apostel Matthias (rechts) und Paulus (links).
- n2: Das Altarbild von Johann Jakob Zeiller (1761) stellt den heiligen Korbinian dar, der das bayerische Herzogspaar Grimoald und Pilitrud zurechtweist. Flankiert wird das Bild von Figuren der heiligen Bischöfe Rupert (rechts) und Ulrich (links). Ein Goldrelief im Tabernakelaufsatz zeigt Jesus und die Jünger in Emmaus. Dieser Altar wird als Sakramentsaltar genutzt.
- n3: Das Altarbild von Martin Knoller (1763) zeigt die Enthauptung der heiligen Katharina. Flankiert wird das Bild von Figuren der Märtyrerinnen Barbara (rechts) und Agatha (links).
- s1: Das Altarbild von Martin Knoller (1794) zeigt die heilige Familie. Flankiert wird das Bild von Figuren des Patriarchen Abraham (links) und des Königs David (rechts).
- s2: Das Altarbild der Brüder Christoph Thomas Scheffler und Felix Anton Scheffler (1754–1756) zeigt den Tod des heiligen Benedikt. Flankiert wird das Bild von Figuren der Heiligen Magnus (links) und Leonhard (rechts). Ein Goldrelief im Tabernakelaufsatz stellt  die Opferung Isaaks dar. Der Tabernakel wird von Allegorien der Hoffnung (links) und des Glaubens (rechts) flankiert.
- s3: Das Altarbild von Martin Knoller (1765) zeigt das Martyrium des heiligen Sebastian. Flankiert wird das Bild von Figuren der Martyrer Stephanus (links) und Laurentius (rechts).

Unter dem Chorbogen steht der 1968 errichtete Volksaltar mit einem Wappen des damaligen Abtes Karl Groß.

### Kanzel
Die Kanzel hängt zwischen den Seitenaltären n1 und n2. Sie wurde 1762 von Johann Baptist Straub errichtet. Ein Goldrelief an ihrer Brüstung zeigt die Szene der Geburt Jesu. Auf dem Schalldeckel steht eine Figur des Erzengels Michael.

### Beichtstühle
In den zwei beidseitig an das Eingangsportal angrenzenden Fensterachsen stehen vier barocke Beichtstühle, die Bartholomäus Zwinck um 1760 angefertigt hat. Bilder über den Kniebänken der Pönitenten zeigen Szenen aus der Passion Jesu. Goldreliefs in den geschwungenen Aufsätzen der Beichtstühle zeigen vier Büßer: den Apostel Petrus (s4), den König David (s5), die heilige Margareta von Cortona und die heilige Maria Magdalena.

### Sonstige Ausstattung
Eine Büste des seligen Paters Rupert Mayer erinnert daran, dass der in der Zeit des Nationalsozialismus zum katholischen Widerstand gehörende Jesuit von 1940 bis 1945 in Kloster Ettal interniert war.

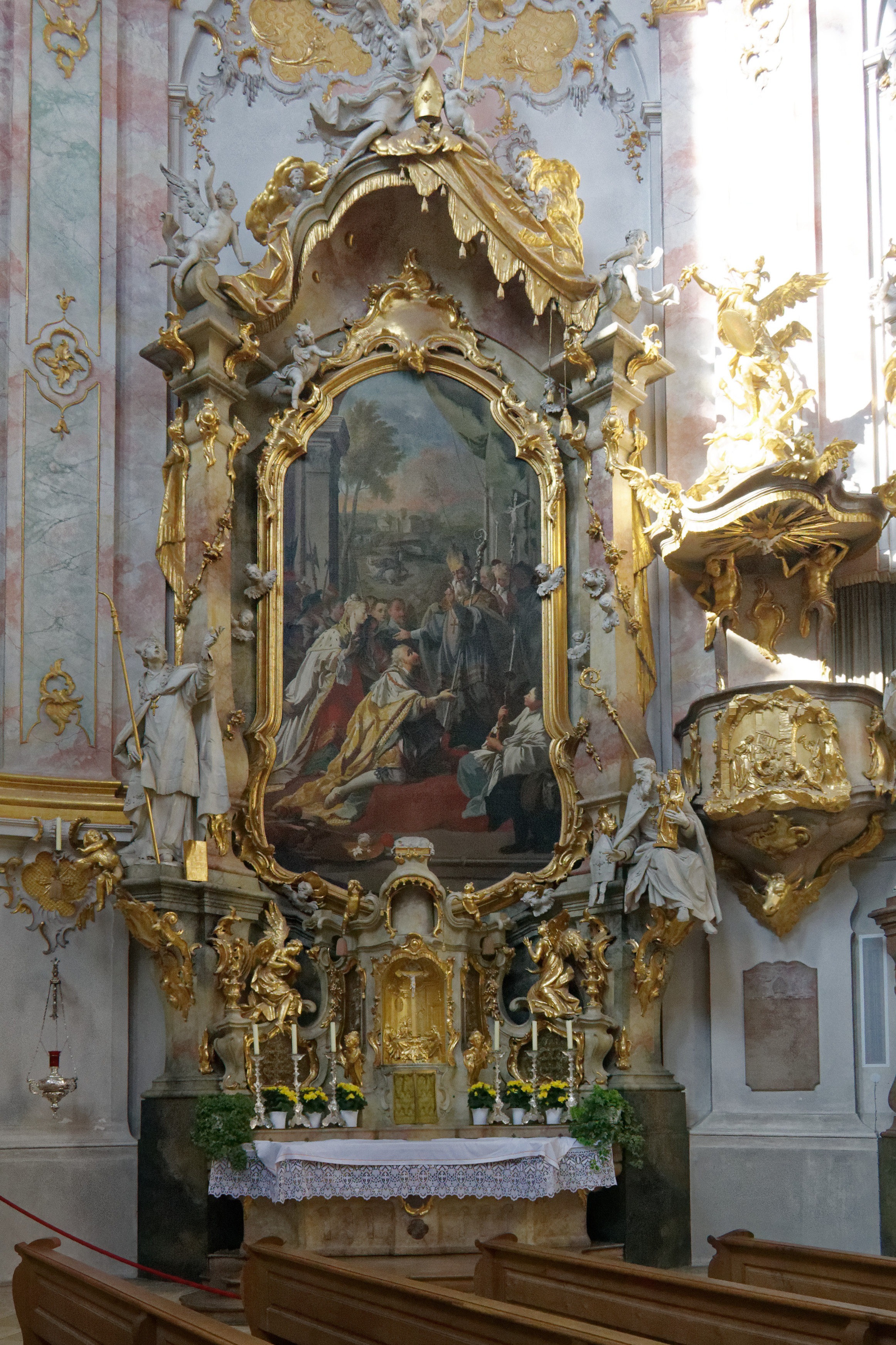
Sakramentsaltar und Kanzel
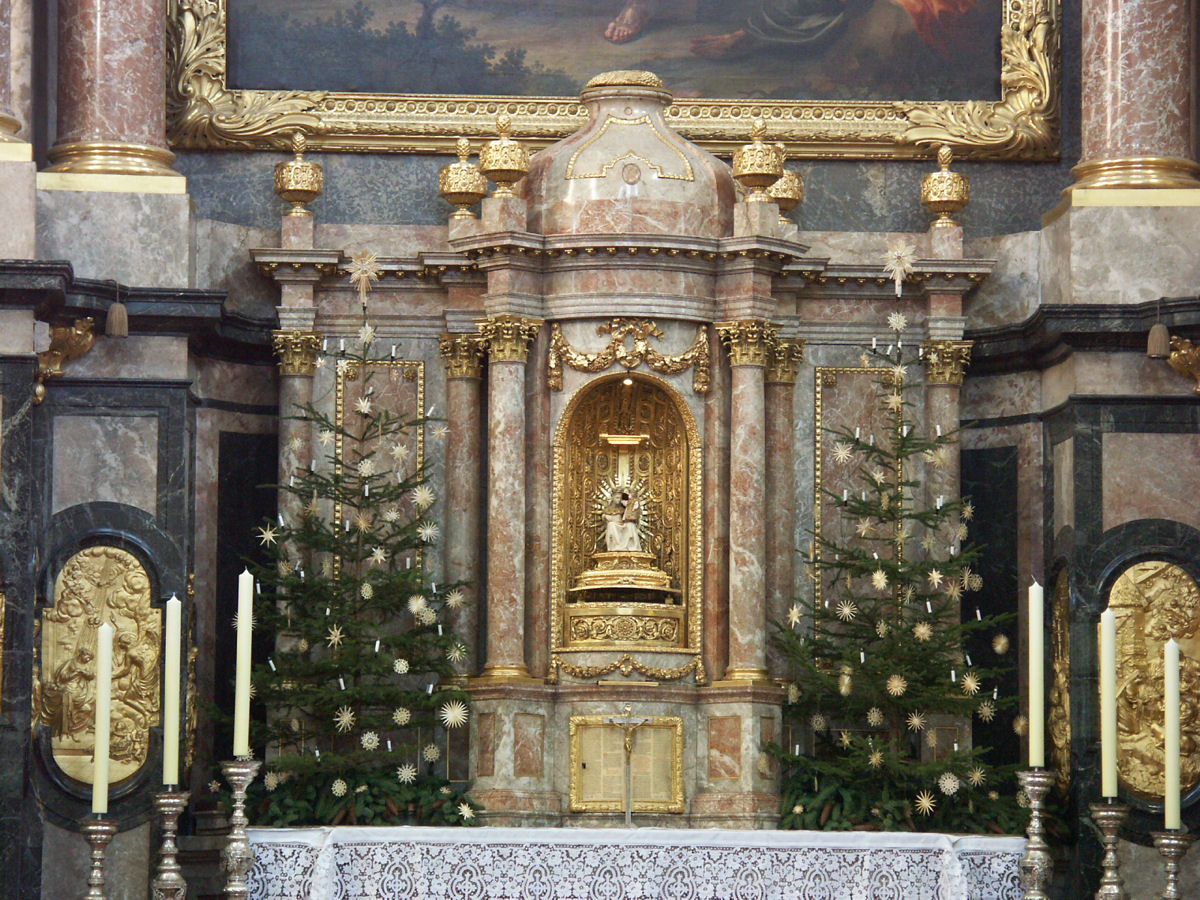
Ettaler Gnadenbild
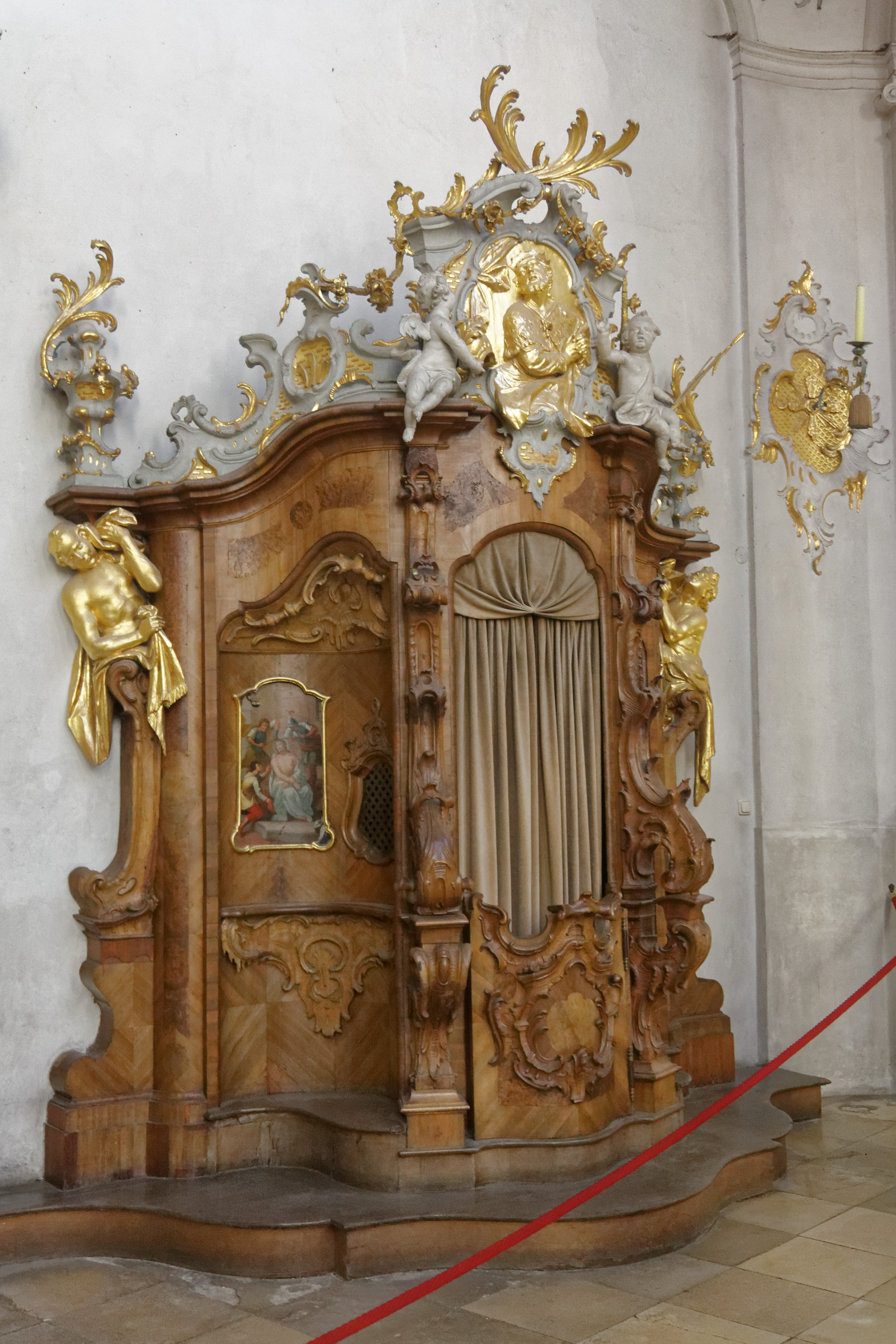
Beichtstuhl
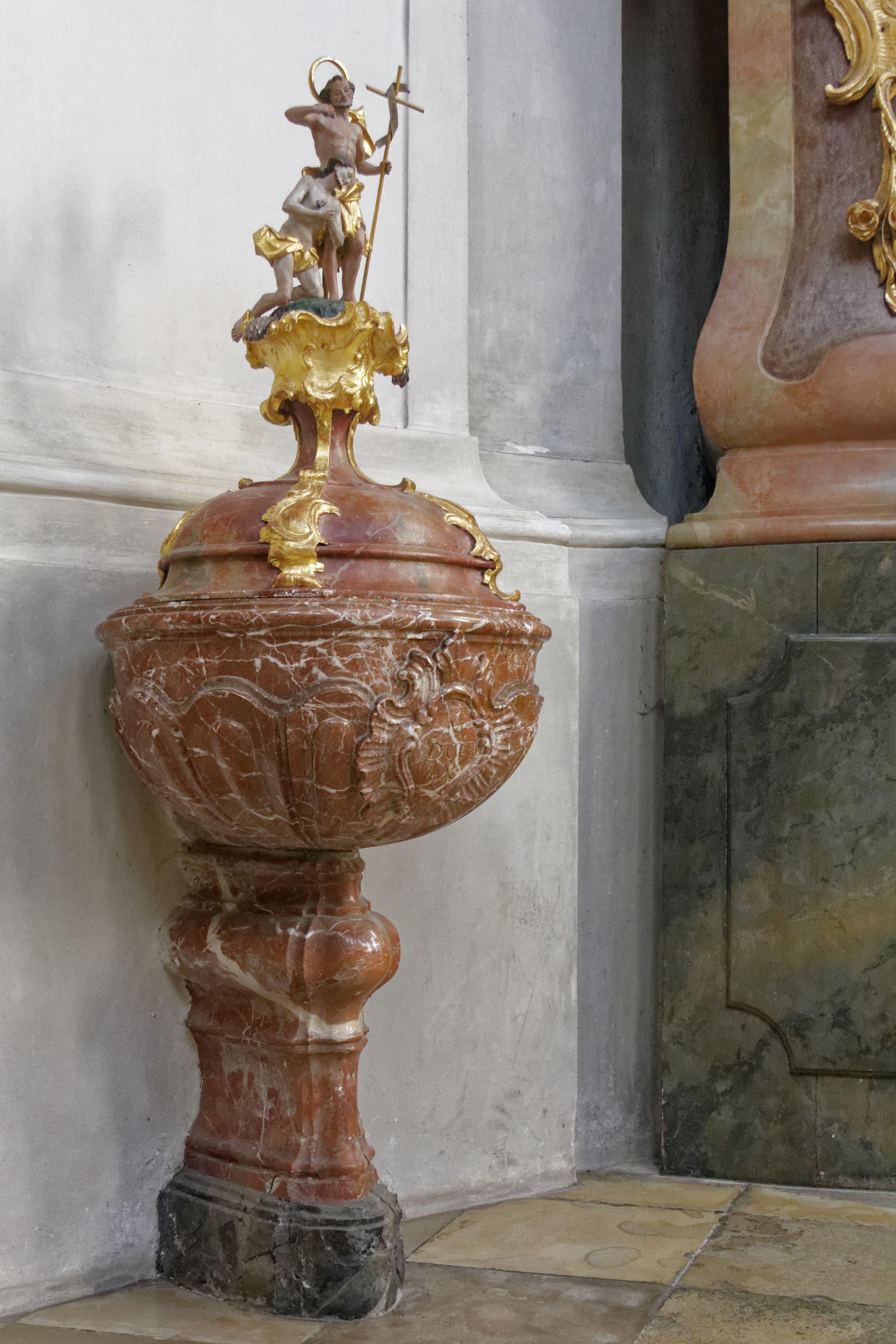
Taufbecken

## Orgel

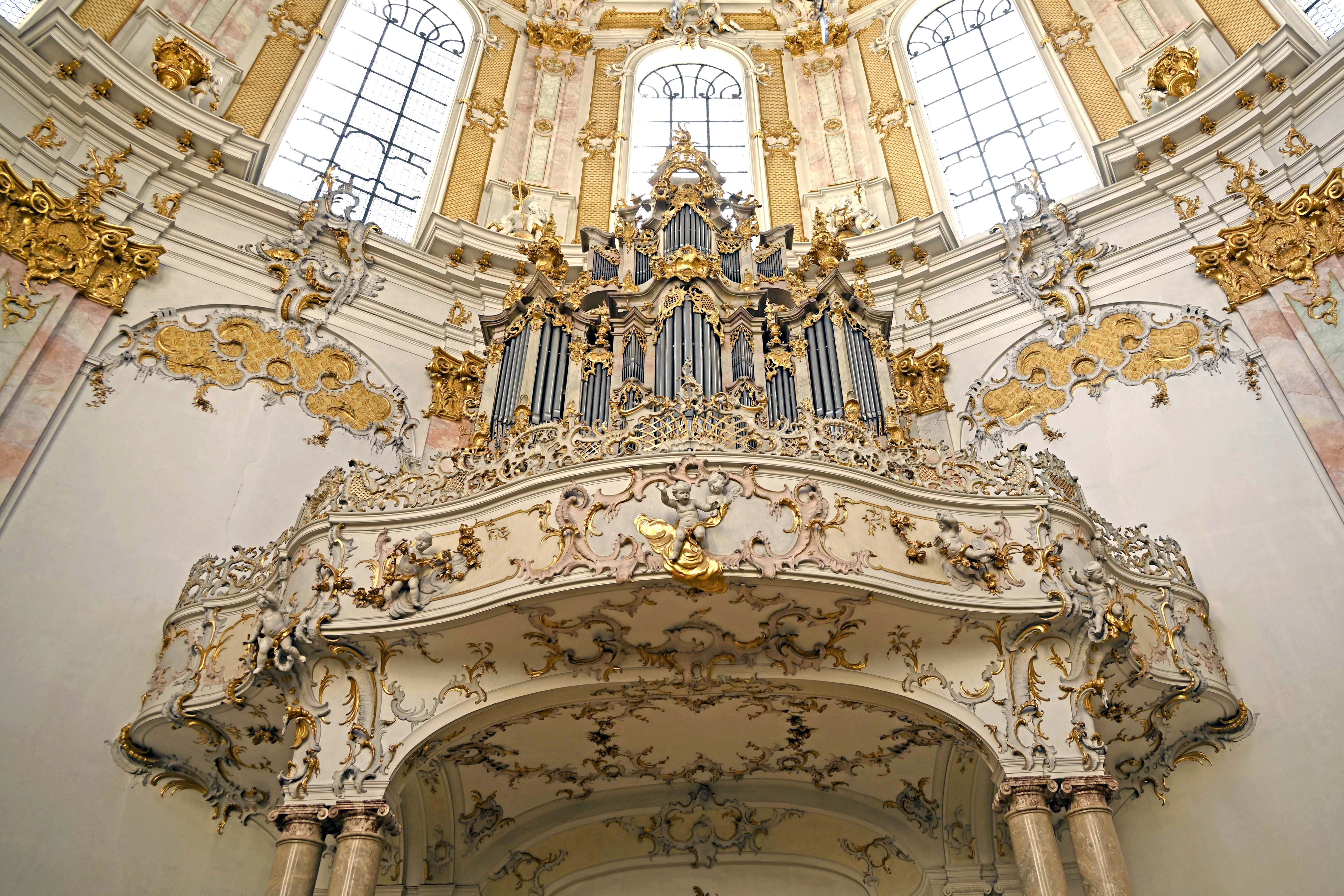
Orgel

Die Orgel auf der Orgelempore wurde 1753 von Johann Georg Hörterich gebaut. Das Orgelgehäuse schuf Simon Gantner 1768.
| I Hauptwerk C–c3 |              |        |
| 1.               | Bordun       | 8′     |
| 2.               | Principal    | 8′     |
| 3.               | Gedeckt      | 8′     |
| 4.               | Salicional   | 8′     |
| 5.               | Octav        | 4′     |
| 6.               | Fugara       | 4′     |
| 7.               | Traversflöte | 4′     |
| 8.               | Oktav        | 2′     |
| 9.               | Quint        | 2 ⁄3′  |
| 10.              | Naßart       | 5 1⁄3′ |
| 11.              | Mixtur V     | 2′     |
| 12.              | Zimbel III   | 1′     |
|                  | Cimbelstern  |        |

| II Oberwerk C–c3 |                  |    |
| 13.              | Lieblich Gedackt | 8′ |
| 14.              | Quintatön        | 8′ |
| 15.              | Gamba            | 8′ |
| 16.              | Spitzflöte       | 4′ |
| 17.              | Flauto amabili   | 4′ |
| 18.              | Principal        | 4′ |
| 19.              | Octav            | 2′ |
| 20.              | Mixtur III       | 1′ |

| Pedal C–f1 |             |        |
| 21.        | Principal   | 16′    |
| 22.        | Subbaß      | 16′    |
| 23.        | Octavbaß    | 8′     |
| 24.        | Violoncell  | 8′     |
| 25.        | Octav       | 4′     |
| 26.        | Quintbaß    | 5 1⁄3′ |
| 27.        | Mixturbaß V | 4′     |

- Koppeln: II/I, I/P, II/P

## Geläut
Das Geläut der Kirche verfügt über sechs Glocken. Die vier kleineren Glocken hängen im südlichen Glockenturm, die zwei größeren im nördlichen. Die sechs Glocken bestehen aus Gussstahl. Sie wurden 1947 gegossen und am 3. August 1947 geweiht.
| Nr. | Name                                | ∅ (mm) | Masse (kg) | Schlagton |
| --- | ----------------------------------- | ------ | ---------- | --------- |
| 1   | Herz Jesu                           | 2.000  | 3.400      | b0        |
| 2   | Fundatrix Ettalensis (Muttergottes) | 1.681  | 2.050      | des1      |
| 3   | Hl. Joseph                          | 1.498  | 1.450      | es1       |
| 4   | Hl. Benedikt                        | 1.260  | 860        | ges1      |
| 5   | Schutzengel                         | 1.122  | 623        | as1       |
| 6   | Hl. Korbinian                       | 1.000  | 429        | b1        |

## Gedächtniskapelle

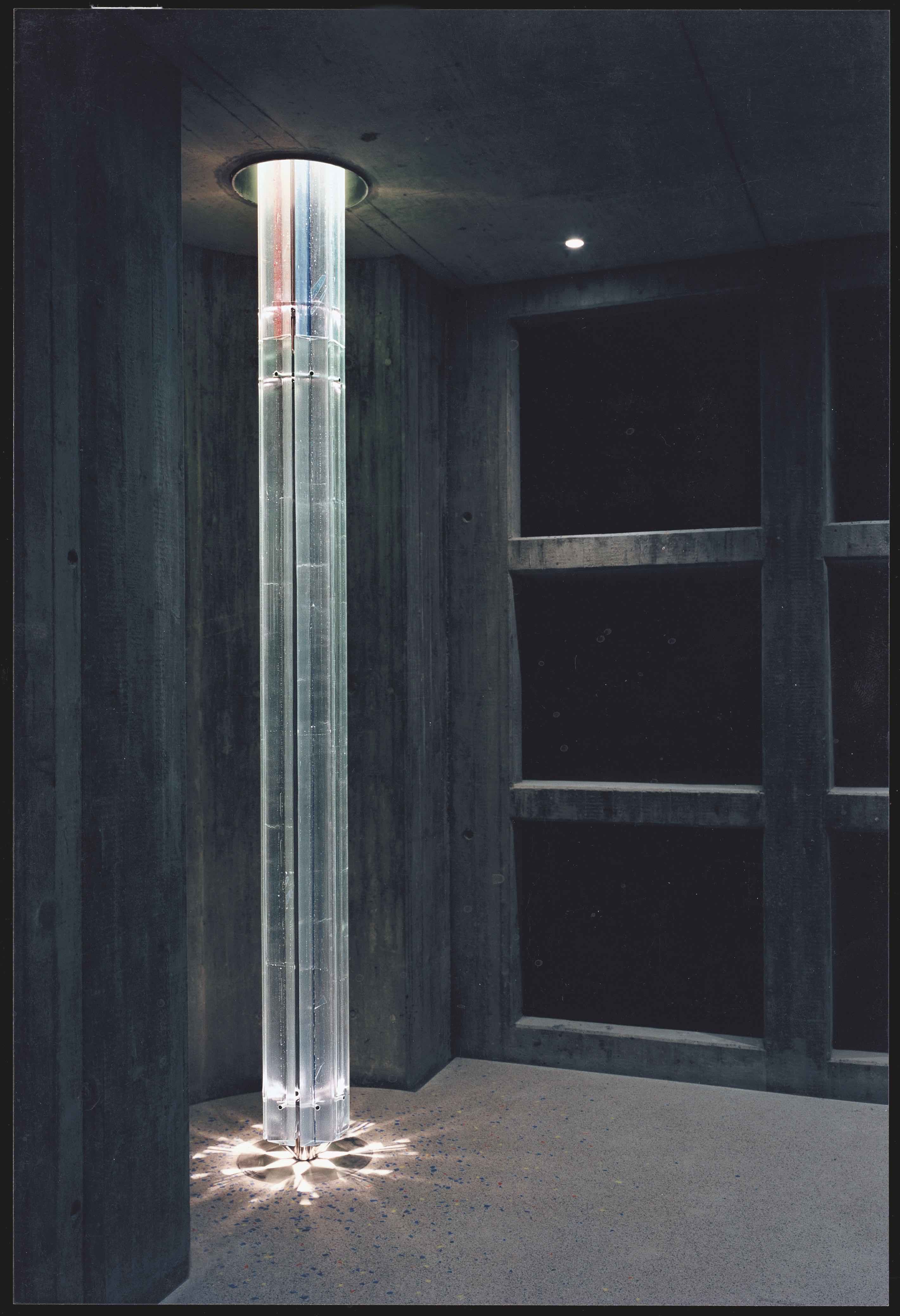
Lichtglassäule von Florian Lechner in der Gedächtniskapelle/Winterkapelle

In dem Winkel zwischen dem Kreuzgang und dem nördlichen Flügel der Fassade ist die Gedächtniskapelle errichtet. Sie ragt somit in den nach Osten offenen Hof nordöstlich der Kirche hinein. Die Bezeichnung erinnert an die Worte Jesu beim Letzten Abendmahl: „Tut dieses zu meinem Gedächtnis.“
Die unter der künstlerischen Leitung des Glasgestalters Florian Lechner modern ausgestaltete Kapelle dient vor allem in den Wintermonaten zum Chorgebet und zur Feier der Eucharistie und wird daher auch „Winterkirche“ genannt.